# Nieuwerkerk (Zeeland)
Nieuwerkerk (Zeeuws: Nieuwerkaarke) is een dorp in de Zeeuwse gemeente Schouwen-Duiveland, op het voormalige eiland Duiveland. Het dorp telde 2.765 inwoners op 1 januari 2023. Nieuwerkerk vormde tot 1961 een zelfstandige gemeente en maakte daarna tot de herindeling in 1997 deel uit van de gemeente Duiveland.

## Geschiedenis
Nieuwerkerk is een kerkringdorp, ontstaan in de 12e eeuw. Het was een afsplitsing van de parochie Ouwerkerk, wat de naam van beide plaatsen verklaart. De vijftiende-eeuwse protestantse kerk, oorspronkelijk gewijd aan Johannes, heeft een zeskantige toren. Deze is in 1975 herbouwd op de fundamenten van de in de 1945 door de Duitsers opgeblazen toren. Het koor en de toren zijn van elkaar gescheiden nadat het schip in 1586 is afgebrand.
In Nieuwerkerk staat een naamloze korenmolen uit 1844, die met Nieuwerkerkse molen wordt aangeduid.
Tijdens de Watersnood van 1953 verdronken 288 van de 1800 inwoners die Nieuwerkerk destijds telde.
Een jaar na de watersnood werd de voetbalclub SKNWK opgericht. SKNWK bestaat nog steeds en speelt dit seizoen in de 3e klasse op zaterdag.
In de buurt van Nieuwerkerk ligt een oude kreek met de naam De Steenzwaan. De Steenzwaan is een restant van een ooit zeer levendige stroom. Vroeger was de Zwemer een stroomgeul tussen de Oosterschelde en de Gouwe (de Gouwe was de rivier die Schouwen en Duiveland van elkaar scheidde). Het natuurgebied is niet toegankelijk voor bezoekers maar de vele aanwezige vogels zijn (met een verrekijker) goed te bekijken vanaf de Oudepolderdijk.

## Kerkelijk
In Nieuwerkerk zijn 4 kerkelijke gemeenten:
- Gereformeerde Gemeente, het kerkgebouw staat aan de Molenstraat.
- Gereformeerde Gemeente in Nederland, het kerkgebouw staat aan de Stationstraat.
- Hersteld Hervormde Kerk, het kerkgebouw staat aan de Ooststraat.
- Protestantse Kerk, het kerkgebouw staat aan de Kerkring.

Verder stond er in Nieuwerkerk nog een kerkje van de Katholieke Apostolische Gemeente, gevestigd aan de Molenstraat. Dit kerkje werd vrijwel nooit meer gebruikt.

## Overleden
- Albertus van Harinxma thoe Slooten (1930-2012), politicus

## Afbeeldingen

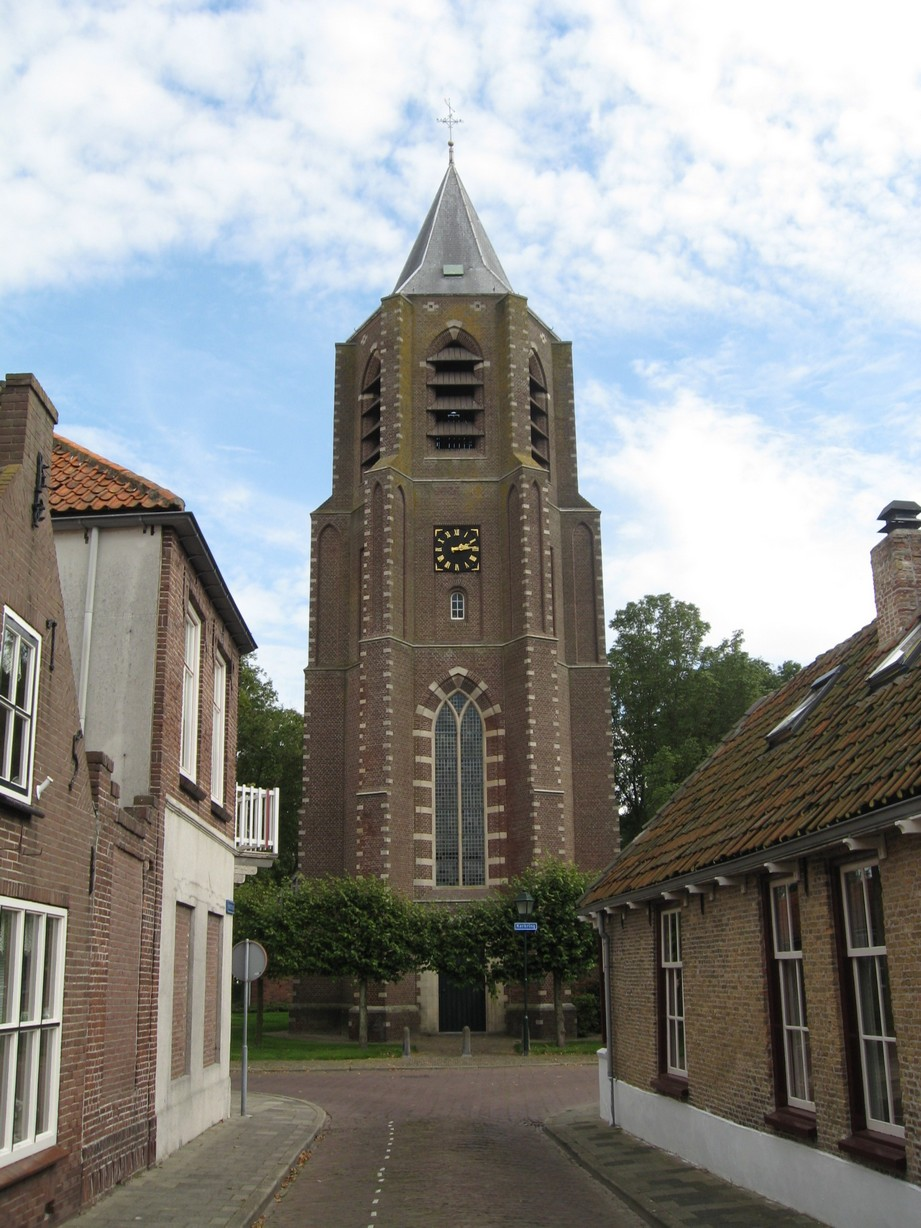
Zeskantige toren van Nieuwerkerk
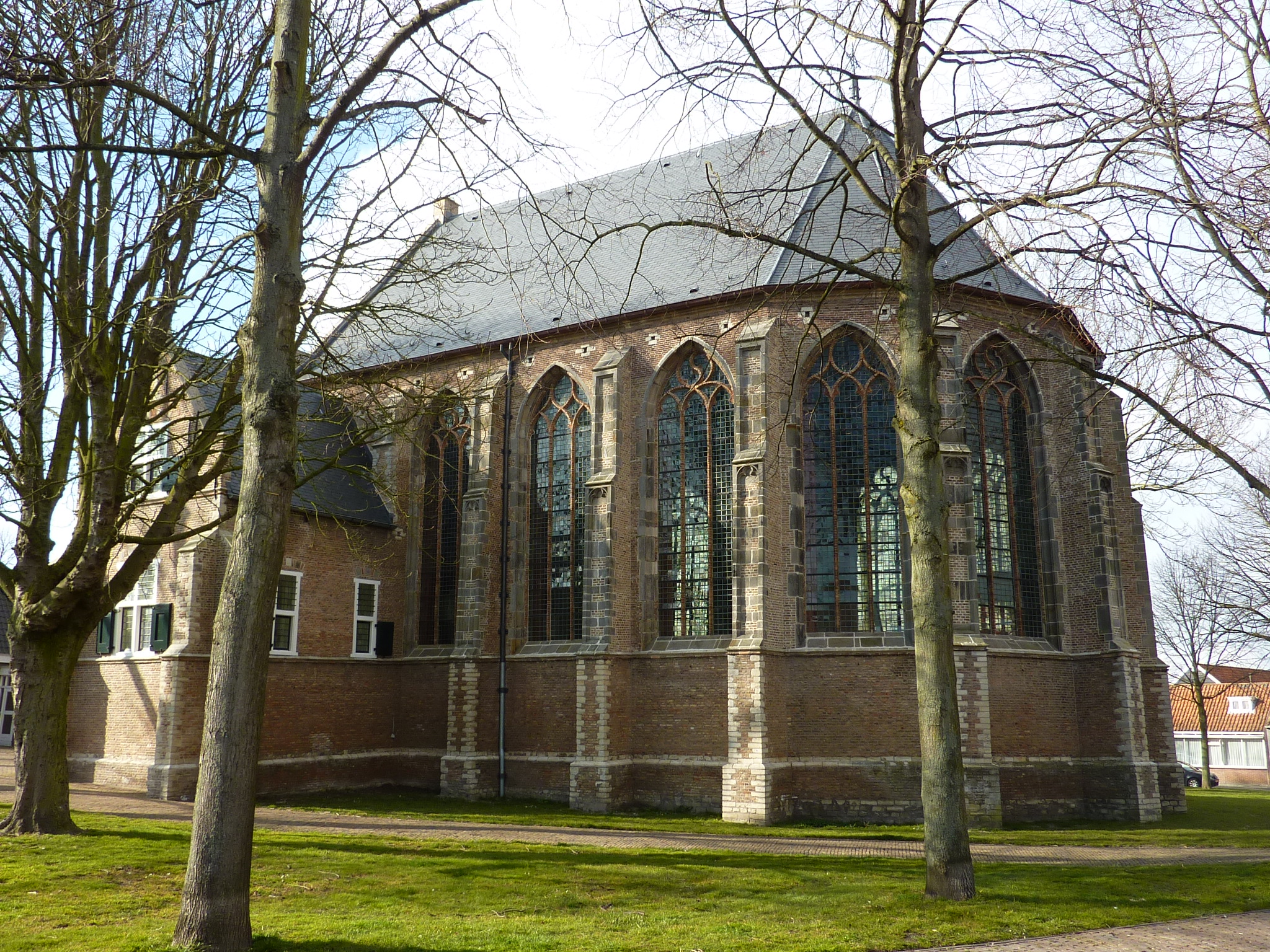
Protestantse Gemeente Nieuwerkerk, Johanneskerk
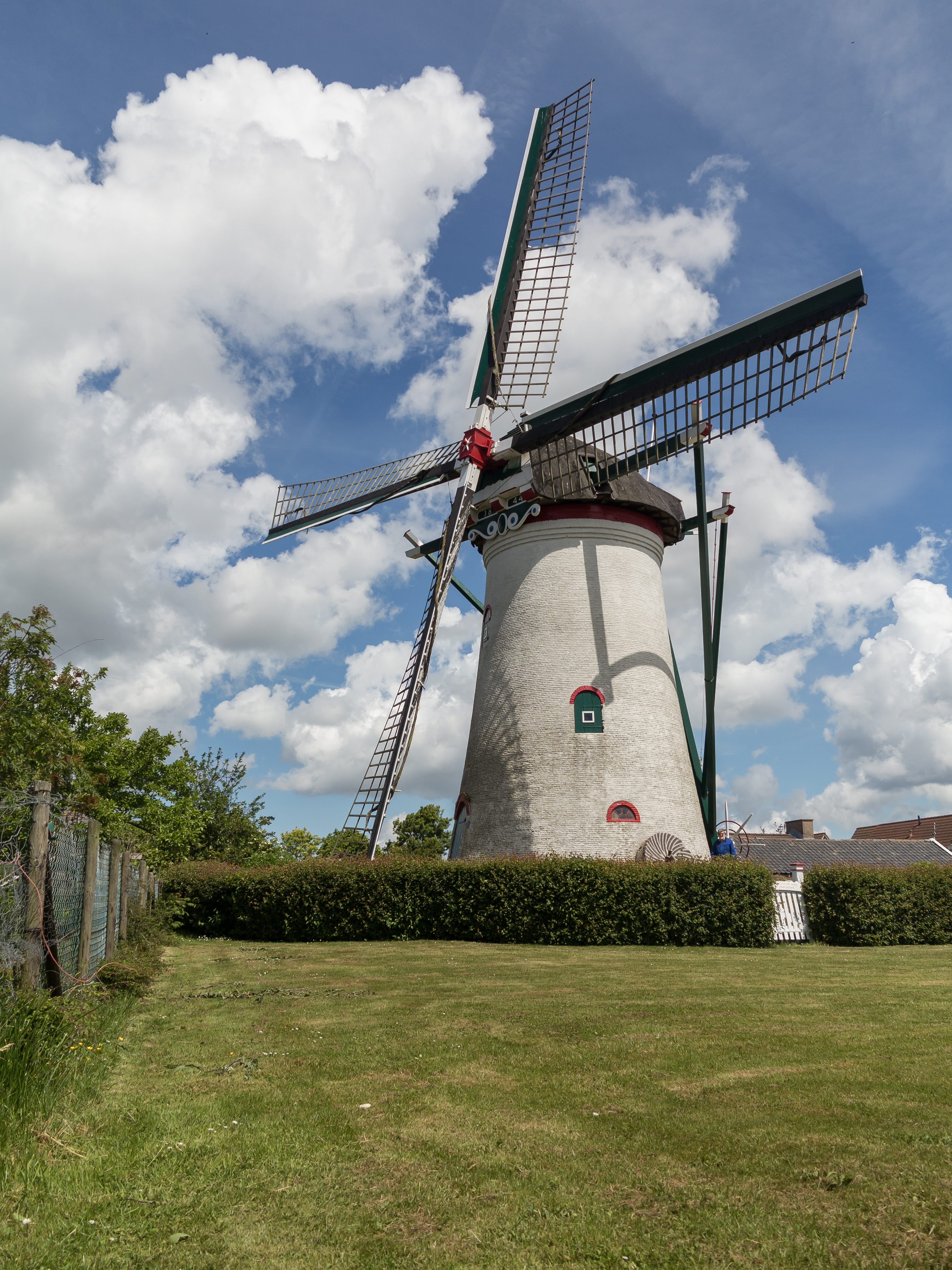
De Nieuwerkerkse Molen
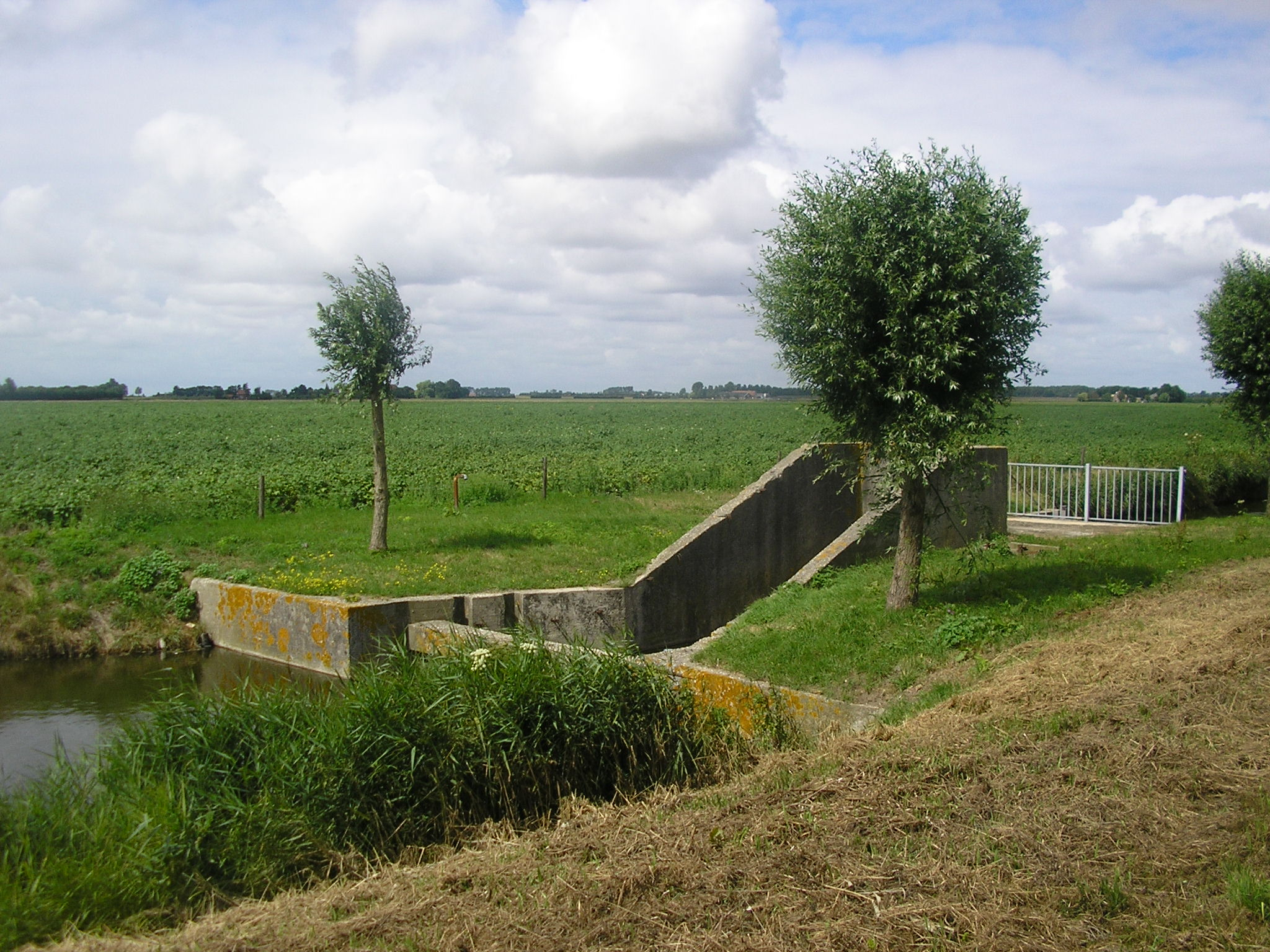
Sluisje aan de Sluisweg.